# Nö (Film)
Nö ist eine romantische Tragikomödie von Dietrich Brüggemann, die im Juli 2021 beim Filmfest München ihre Premiere feierte und am 30. September 2021 in die deutschen Kinos kam.

## Handlung
Dina und Michael sind Anfang 30. Sie ist Schauspielerin, er ist Arzt, und beide sind eigentlich glücklich in ihrer Beziehung.
Plötzlich beginnt Michael, über eine Trennung nachzudenken.

## Produktion

### Filmstab und Besetzung

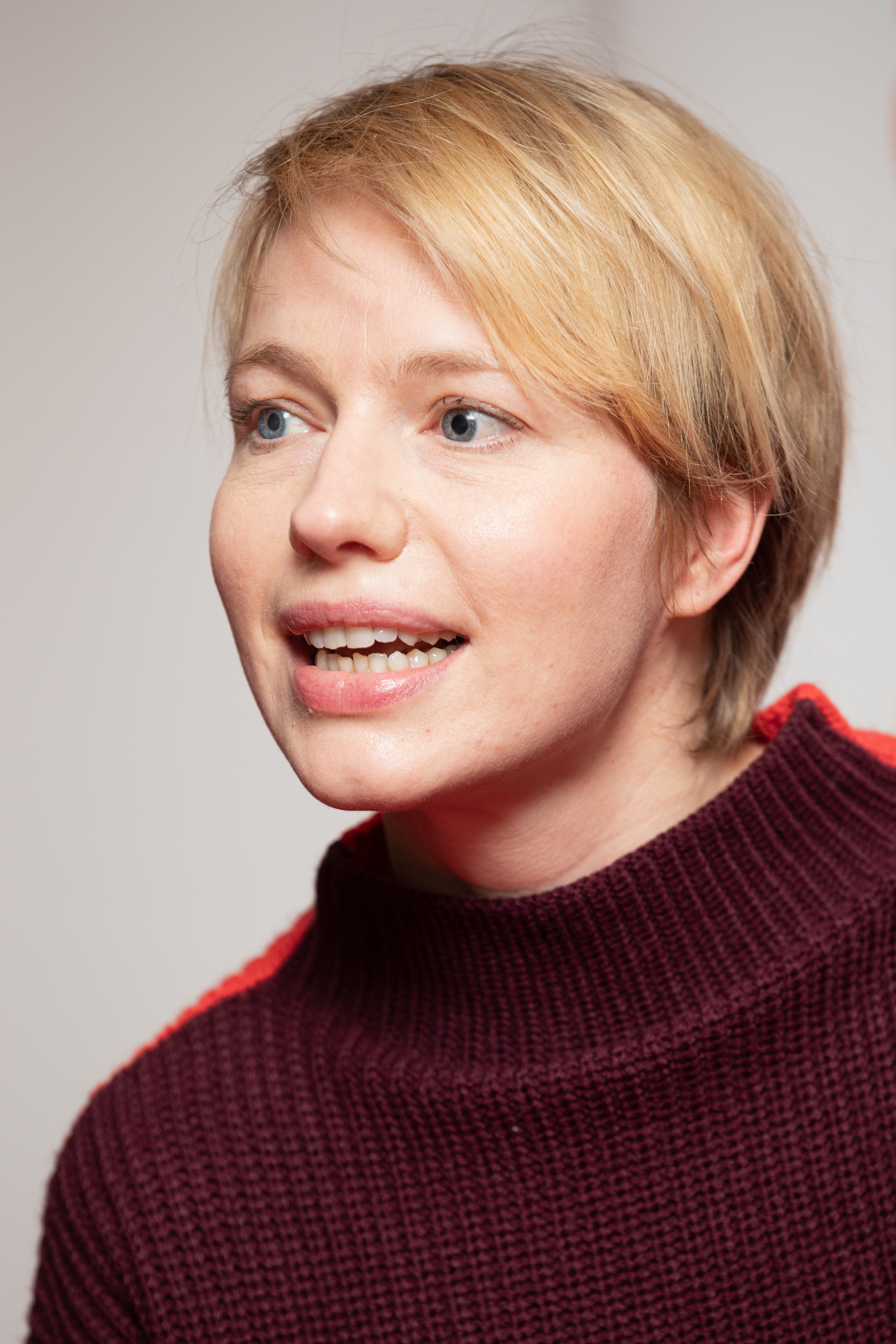
Anna Brüggemann

Regie führte Dietrich Brüggemann, der gemeinsam mit seiner Schwester Anna Brüggemann auch das Drehbuch schrieb. Der Film kommt mit lediglich 14 Schnitten aus. Somit zeigt der Film in 15 Kapiteln voller surrealer Elemente, wie sich Dina und Michael im Lauf von sieben Jahren durchs Leben lavieren, Kinder großziehen und ihre Beziehung immer wieder hinterfragen.
Anna Brüggemann spielt auch in der weiblichen Hauptrolle Dina, Alexander Khuon ihren Ehemann Michael. In weiteren Rollen sind Isolde Barth und Hanns Zischler als Michaels Eltern, Nina Petri als Dinas Mutter und Petra Schmidt-Schaller als Dinas Schwester zu sehen.

### Filmförderung und Dreharbeiten
Der Film erhielt Produktionsförderungen in Höhe von 700.000 Euro von der Beauftragten der Bundesregierung für Kultur und Medien, den halben Betrag vom Deutschen Filmförderfonds, weitere 300.000 Euro von der Filmförderungsanstalt und die gleiche Summe vom Medienboard Berlin-Brandenburg.
Die Dreharbeiten wurden Anfang November 2018 in Berlin begonnen und nach 17 Drehtagen kurz vor Weihnachten 2018 beendet. Als Kameramann fungierte Alexander Sass.

### Veröffentlichung
Nach der Fertigstellung im Jahr 2019 wurde Nö zunächst von Festivals abgelehnt und erst 2020 zum Filmfest München eingeladen, das wegen der COVID-19-Pandemie jedoch ausfiel. So feierte der Film erst am 7. Juli 2021 beim Filmfest München seine Premiere. Im August 2021 wurde er beim Filmfestival Karlovy Vary vorgestellt und mit dem Regiepreis ausgezeichnet. Anfang März 2022 wurde er beim Santa Barbara International Film Festival vorgestellt. Der Kinostart in Deutschland erfolgte am 30. September 2021.

## Rezeption

### Altersfreigabe
In Deutschland wurde der Film von der FSK ab 12 Jahren freigegeben und ist in Begleitung der Eltern ab 6 erlaubt. In der Freigabebegründung heißt es, der Film weise einen teils absurden, auch mal makabren Humor auf, und in diesem Kontext könnten zwar einzelne drastische, teils blutige Horrorvisionen und schwarzhumorige Wendungen sowie der teils derbe, diskriminierende Sprachgebrauch Kinder unter 12 Jahren irritieren und überfordern, doch 12-Jährige könnten diese Aspekte bereits dem respektlosen Humor des Films zuordnen. Auch die artifiziellen Elemente der Inszenierung erleichterten dieser Altersgruppe die Distanzierung vom Gezeigten.

### Kritiken
Peter Gutting schreibt in seiner Funktion als Filmkorrespondent der Gilde deutscher Filmkunsttheater, wenn man die formale Struktur des Films beschreiben wollte, könnte man „15 Szenen einer Ehe“ sagen, wobei Dietrich Brüggemann in sich abgeschlossene Episoden gedreht hat, ähnlich wie in Kreuzweg aus dem Jahr 2014 oder Neun Szenen von 2006. Was als Komödie mit vielen realen und surrealen Einfällen beginnt, verdichte sich zu einer berührenden, unter die Haut gehenden Abwärtsspirale, die gerade deshalb so tieftraurig ist, weil gar nichts Spektakuläres passiert, nur das ganz normale Programm, so Gutting, und die Reibung an der Realität erzeuge in Nö sprühende Funken, mit großartigen Schauspielern.
Das Lexikon des internationalen Films urteilte: „Formal wie inhaltlich ein äußerst reizvoller Kommentar zum Erwachsenwerden mit scharfzüngigen Dialogen, einem trockenen Humor und einer eleganten Inszenierung plus durchweg hervorragenden Darstellern.“

### Auszeichnungen

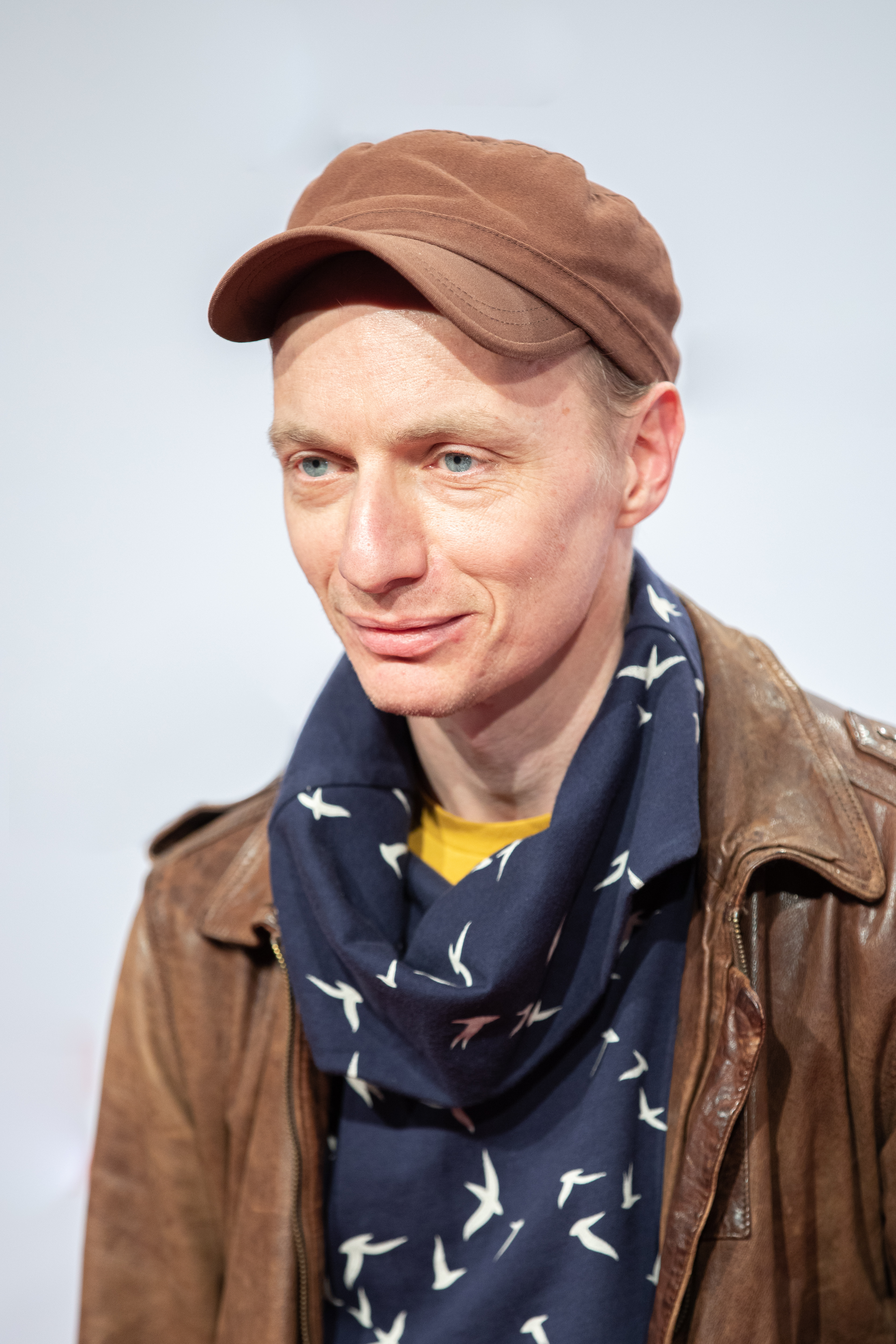
Regisseur Dietrich Brüggemann

Nö wurde Ende Februar 2022 in die Vorauswahl für den Deutschen Filmpreis aufgenommen. Im Folgenden eine Auswahl von Auszeichnungen und Nominierungen.
Bergamo Film Meeting 2022
- Auszeichnung als Zweitplatzierter im Wettbewerb[13]

Festival des deutschen Films 2021
- Nominierung für den Filmkunstpreis
- Nominierung für den Rheingold-Publikumspreis[14]

Filmfestival Karlovy Vary 2021
- Nominierung für den Kristallglobus im Hauptwettbewerb
- Auszeichnung für die Beste Regie (Dietrich Brüggemann)[15]

Filmfest München 2021
- Nominierung für den Förderpreis Neues Deutsches Kino (Dietrich Brüggemann)[2]

Fünf Seen Filmfestival 2021
- Nominierung für den Publikumspreis (Dietrich Brüggemann)[16]